# Tour EDF
A Tour EDF (Tour PB6) felhőkarcoló a párizsi La Défense üzleti központban. Courbevoie önkormányzathoz tartozik. Eredetileg 1974-ben épült az UAP biztosítótársaság számára, akkor 165 m magas volt. 
Építésze Ieoh Ming Pei, mint a Louvre-piramis és a chicagói Hyatt Center torony, akikkel nagyon hasonló.
Az irodaház a Électricité de France vállalat számára épült 1997 és 2001 között, magassága 165 m. A torony alaprajza ovális; hosszában 70 m-nél hosszabb, míg szélessége nem haladja meg a 32 m-t.